# 유럽 전구군지원사령부
유럽 전구군지원사령부(영어: Theater Army Support Command, Europe (TASCOMEUR))는 미국 유럽 육군의 전구급 지원사령부이었다.

## 역사

### 제2차 세계 대전
1942년 5월 24일, 미국 육군 유럽 작전전구을 지원하기 위해 존 C. H. 리 소장의 지휘하에 브리튼 제도의 잉글랜드에서 창설되었다. 그는 북아프리카 전역과 오버로드 작전에 참전한 모든 육군의 조직을 지원하였다. 1944년 6월 6일, 디데이를 기점으로 Communications Zone (COMZ)로 개명되었다. 1946년 미국 유럽 육군, 본부에 병합되었다.

### 냉전
COMZ가 없는 동안, 유럽사령부 휘하에 있는 프랑스 오를레앙의 제7966분견대에서 임무를 대신하였고, COMZ는 1951년 7월 15일에 재소집되었다. 제7966분견대는 제7966본부단, 프랑스 라로셀과 베르됭에 주둔하고 있던 제7964, 7965지역사령부는 "Base Section (BASEC), 제7964본부단", "Advanced Section (ADSEC), 제7965본부단"으로 재편성과 함께, 이들 부대는 COMZ에 전속되었다. 그에 따라 유럽사령부의 기술근무대가 관할하는 모든 창, 창고 등의 시설 통제권한이 COMZ로 넘겨졌다.
BASEC은 1958년 6월 15일에 제5군수사령부로 재편성되었고, 2년 뒤 1960년 3월 1일에 해산하였다. ADSEC는 같은 해의 한달 뒤, 4월 1일에 전구지원사령부 (TASCOM), 이듬해 1961년 7월 1일 제4군수사령가 되었다.
1961년 베를린 위기로 유럽 미군의 동원 및 증강에 따라 포트 브래그의 제1군수사령부가 COMZ에 배속하여 라로셸에 전개되었다. 서프랑스의 제4군수사령부, 서부본부 (4th-West)의 임무인 COMZEUR의 기지 군수사령부를 넘겨받아 Braconne, 쉬농, 소뮈르, Ingrandes 종합창, 쉬제, Captieux 탄약창, 크화-샤뽀 의무창과 항만지역사령부를 도맡아 운영하였다. 위기는 해프닝으로 끝나자, 6월 28일에 항만지역사령부를 COMZ에 임무와 대응지역을 제4군수사령부에 다시 넘기고, 본토로 귀환하여 포트 후드 제3군단로 전속하였다.
1966년, 프랑스의 대통령 샤를르 드 골의 북대서양 조약 기구(NATO) 탈퇴 선언과 미국을 포함한 주불 외국군에 대한 철수 요구에 따라 COMZEUR는 독일 보름스에 본부 건물을 짓고 옮겨갔다. 3년 뒤, 1969년 4월 25일, 육군부의 전구군지원사령부(TASCOM) 편제 도입에 따라 독일에 사령부 본부를 설치하고 유럽 전구군지원사령부로 재편성되었다.
1974년 6월 30일, CHASE→본부와 구역지원부대의 통합) 계획에 따라 TASCOMEUR 본부는 미국 유럽 육군에 모든 임무와 기능을 이양하고 병합되었다. 그리고 헤센 지원군구(Support District (SUPDIST) Hessen)은 제5(V)군단, 바이예른 지원군구와 바덴-뷔르템베르크 지원군구는 제7(VII)군단에 흡수되었다.

## 부대

### 제2차 세계 대전
- Base Section (BASEC)
- Forward Echelon, Communications Zone (FECOMZ)
  - Advance Section (ADSEC)

### COMZEUR, 주불 미군
- Base Section (BASEC), 제7964부대 본부단 - 프랑스 라로셀; 1958년 6월 15일
제5군수사령부; 1958년 6월 15일 ~ 1960년 3월 1일, 해산
- Advanced Section (ADSEC), 제7965부대 본부단 - 프랑스 베르됭; 1958년 4월 1일
전구지원사령부; 1960년 4월 1일 ~ 1961년 7월 1일
제4군수사령부; 1961년 7월 1일 ~ 1964년, 미국으로 귀국.
- 제7966부대, 본부단
- 제1군수사령부 - 라로셸; 1961년 10월 19일 ~ 1962년 8월 11일, 귀국.
- 고등무기지원사령부
- 제1의무단 - 베르됭
- 제1통신단 - 프랑스, 오를레앙; 1962년 ~ 1967년, 해산
- 제32공병단 (건설) - 베르됭
- 제71병기단 - 피르마젠스
- NATO-SHAPE 지원단 - 브뤼셀; 1967년 4월 1일, 창설
- 센 지역사령부 - 프랑스, 센
- 오를레앙 지역사령부 - 프랑스 오를레앙
  - 제20공병여단 - 크화-샤뽀; 1952년 9월, 유럽 배치 ~ 1954년 8월, 본토 귀환
  - 제63육군우정부대
  - 제7784통신근무중대
- 퐁텐블루 주둔지 - 퐁텐블루; 1967년, 해산
  - 미국인 무덤등록사령부
- 제37수송사령부 (고속도로)(차량 수송)
- 석유배급사령부
- 제819병원센터
  - 항공지원서 - 프랑스 셍떵드헤
- 항만사령부
  - 제7703요항만대
  - 제11수송터미널사령부 - 브레머하펜
  - 항만지역사령부
    - 브레머하펜 출항만대 - 독일 브레머하펜

  - 제15수송터미널대대
  - 프랑스 항구
    - 로슈포르
    - 보르도
    - 라로셸
    - 생나제르
- 제72병기대대 (M&S) - 베르됭
- 제82병기대대 (탄약), Miesau
- 제26수송중대 (경량 헬리콥터) (화물)
- 제99노무감독중대
- 제565병기중대 (중형 자동차 정비)
- 제507통신소대 (선로 건설) - 베르됭
- 제20병기분견대 (폭발물 해제); 1959년 3월 17일, 전속
- 제28헌병분견대 (범죄 수사) - 베르됭
- 제87수송분견대 (경량 헬리콥터) (야전 정비)
- 제29기지우정국 (Type 0) - 메스
- 제53화학랩 - 하나우

### TASCOMEUR
1974년 6월 30일
- 유럽수송사령부
  - 제37차량수송단 - 카이저슬라우테른
  - 수송터미널사령부 - 브레머하펜
  - 수송이동통제국
  - 유럽 접견단 (Reception Group, Europe)
- 제1지원여단 - 만하임 테일러 막사; 1970년 8월 19일 ~ 1974년 7월 1일
- 제15헌병여단
- 제59병기단
- 제60병기단
- NATO-SHAPE 지원단
- 유럽 전투장비단 (CEGE) - 만하임
- 유럽 우편단 (Postal Group, Europe); 1974년 1월 1일
- 제76육군악대
- 유럽 부사관학교
- USAREUR 레크리에이션 근무국 (Recreation Services Agency)
- 유럽 물자사령부 (MATCOMEUR); 1969년 4월 25일, 창설 ~ 1972년, 해체
유럽 물자관리국 (Materiel Management Agency, Europe); 1972년 ~ 1974년 7월 1일
- 유럽 조달국 (Procurement Agency, Europe); ~ 1974년 7월 1일
- 유럽 영안시스템 (Mortuary System, Europe); ~ 1974년 7월 1일

## 역대 지휘관
| 사진 | 성명                                                 | 취임일          | 이임일      | 비고                    |
| ---- | ---------------------------------------------------- | --------------- | ----------- | ----------------------- |
|      | 소장 John C. H. Lee (존 C. H. 리)                    | 1942년 5월 24일 | 1945년      | COMZ, ETO 부대 해산     |
|      | 준장 Mason J. Young (매이슨 J. 영)                   | 1950년 4월      | 1952년 3월  | 부대 재소집             |
|      | 소장 Samuel D. Sturgis, Jr. (세뮤얼 D. 스터지스 Jr.) | 1952년 3월      | 1953년 3월  |                         |
|      | 소장 Lemuel Mathewson (레무엘 매슈슨)                | 1953년 3        | 1954년 2월  |                         |
|      | 소장 Philip E. Gallagher (필립 E. 갤러헤어)          | 1954년 2월      | 1956 3월    |                         |
|      | 소장 Robert W. Colglazier (로버트 W. 콜글라지에)     | 1956년 4월      | 1957 11월   |                         |
|      | 소장 Edward J. O'Neill (에드워드 J. 오'네일)         | 1957년 11월     | 1959년 9월  |                         |
|      | 소장 Henry R. Westphalinger (헨리 R. 웨스트팔린거)   | 1959년 9월      | 1962년 10월 | [ 1 ]                   |
|      | 소장 Webster Anderson (웹스터 앤더슨)                | 1962년 11월     | 1965년 4월  |                         |
|      | 소장 Robert C. Kyser (로버트 C. 카이저)              | 1965년 6월      | 1969년 1월  |                         |
|      | 소장 Woodrow W. Vaughan (우드로우 W. 본)             | 1969년 1월      | 1969년 4월  | TASCOMEUR 첫번째 사령관 |

| 사진 | 성명                                     | 취임일     | 이임일          | 비고                    |
| ---- | ---------------------------------------- | ---------- | --------------- | ----------------------- |
|      | 소장 Woodrow W. Vaughan (우드로우 W. 본) | 1969년 1월 | 1969년 4월      |                         |
|      | ?                                        | ?          | 1974년 6월 30일 | TASCOMEUR 마지막 사령관 |

## 기록

### 계보
- 1942년 5월 24일, Supply of Service, European Theater of Operations (SOS ETO)
→유럽 작전전구, 보급근무대
- 1944년 6월 6일, Headquarter, Communications Zone, European Theater of Operations (HQ COMZ, ETO)
→유럽 작전전구, COMZ, 본부
- 1945년 8월 1일, Theater Service Forces, European Theater (TSF, ET))
→유럽전구, 전구근무군
- 1951년 7월 1일, Headquarter, Communications Zone, European Command (COMZ, EUCOM)
→유럽사령부, COMZ, 본부
- 1960년 3월 1일, Rear Headquarter, Communications Zone, United States Army Europe Command (Rear HQ COMZ, USAREUR)
→미국 유럽 육군사령부, COMZ, 후방본부
- 1969년 4월 25일, Theater Army Support Command, Europe (TASCOMEUR)
→유럽전구지원사령부

### 소속
- 미국 육군 유럽 작전전구, 1942년
- 미국 육군 유럽전구군, 1945년
- 미국 유럽 육군, 1950년

## 참고
1. ↑  “Gen Henry Randolph Westphalinger (1903-1970)” (영어). Find A Grave Memorial. 2019년 12월 5일에 확인함.

- “COMZEUR” (PDF). 《www.21tsc.army.mi》 (영어). 2017년 1월 25일에 원본 문서 (PDF)에서 보존된 문서. 2018년 5월 24일에 확인함.
- “US Army Communciations Zone, Europe”. 《www.usarmygermany.com/》 (영어). 2017년 11월 22일에 확인함.
- “Theater Army Support Command, Europe”. 《www.usarmygermany.com/》 (영어). 2017년 11월 22일에 확인함.